# Raffaele Di Fusco
Raffaele Di Fusco (Riardo, 6 ottobre 1961) è un allenatore di calcio ed ex calciatore italiano, di ruolo portiere.

## Biografia
Raffaele Di Fusco nasce a Riardo, in provincia di Caserta, il 6 ottobre 1961. Fin da piccolo si appassiona al mondo del calcio e verso la metà degli anni settanta partecipa a vari provini sportivi.  È sposato e ha due figlie.

## Carriera

### Giocatore
Dopo aver fatto l'intera trafila nelle giovanili del Napoli con la vittoria del campionato primavera nel 1979, inizia la sua carriera fra i professionisti, in prestito nel Lanerossi Vicenza, dove rimane per tre stagioni tra Serie B e Serie C1 per poi tornare a Napoli, squadra con la quale milita pressoché per il resto della sua carriera, escluse le esperienze con Catanzaro e Torino.
Pur vantando poche presenze nel corso della sua militanza partenopea, vince nel Napoli di Maradona due scudetti (1986-1987 e 1989-1990), una Coppa Italia nel 1987 e una Coppa UEFA nel 1989. Mantiene il secondo posto di estremo difensore della compagine azzurra sino a fine carriera, chiusa nel 1998 con la retrocessione della squadra in Serie B dopo trentadue anni.

Curiosamente l'11 giugno 1989, durante la partita di campionato Ascoli-Napoli (2-0), l'allenatore azzurro Ottavio Bianchi, trovandosi completamente senza più giocatori, schiera Di Fusco in attacco sostituendo Careca al 79'. Tra Bianchi e Maradona vi era un rapporto a dir poco burrascoso; Luca Ferlaino (figlio di Corrado), in un'intervista, raccontò un particolare aneddoto su quanto avvenuto. 
"Da quel momento Maradona, quando voleva prendere in giro Bianchi, durante le partitelle (visto che giocava spesso con la seconda squadra) metteva Di Fusco in attacco per farlo segnare". E dimostrare che, se avesse voluto, avrebbe vinto anche con Raffaele Di Fusco centravanti.
(...)»
(Luca Ferlaino)

Di Fusco e il collega Pazzagli escono dal campo al termine di Ascoli-Napoli (2-0) dell'11 giugno 1989: nell'occasione il portiere azzurro si cimentò nell'insolita veste di attaccante.

Nella sua lunga carriera napoletana è stato il vice di Luciano Castellini, Claudio Garella, Giuliano Giuliani, Giovanni Galli e Giuseppe Taglialatela.

### Allenatore
Appese le scarpette al chiodo, intraprende la carriera di allenatore rimanendo nei ranghi del Napoli, come allenatore del settore giovanile prima e poi come preparatore dei portieri. Dopo le esperienze sulle panchine di Cavese e Viribus Unitis, riprende l'attività di preparatore dei portieri prima al Siena e poi al Messina, chiamato dall'ex compagno Bruno Giordano all'epoca mister della compagine siciliana.
Nel 2008 approda alla Pro Patria, sempre come allenatore dei portieri; nell'aprile del 2010 diventa l'allenatore ad interim dei bustocchi. Nella stagione successiva diviene il preparatore dei portieri del Torino. Dal gennaio del 2013 è l'allenatore in seconda e allenatore dei portieri del Lecce, nello staff di Antonio Toma.
Ha ideato e brevettato il deviatore di traiettoria, uno strumento atto all'ausilio della preparazione dei portieri. Dal 2018 è il coordinatore del calcio giovanile campano

## Statistiche

### Presenze e reti nei club
| Stagione        | Squadra         | Campionato      | Campionato | Campionato | Coppe nazionali | Coppe nazionali | Coppe nazionali | Coppe continentali | Coppe continentali | Coppe continentali | Totale | Totale |
| Stagione        | Squadra         | Comp            | Pres       | Reti       | Comp            | Pres            | Reti            | Comp               | Pres               | Reti               | Pres   | Reti   |
| --------------- | --------------- | --------------- | ---------- | ---------- | --------------- | --------------- | --------------- | ------------------ | ------------------ | ------------------ | ------ | ------ |
| 1982-1983       | Napoli          | A               | 0          | 0          | CI              | 4               | -7              | -                  | -                  | -                  | 4      | -7     |
| 1983-1984       | Napoli          | A               | 2          | -1         | CI              | 0               | 0               | -                  | -                  | -                  | 2      | -1     |
| 1984-1985       | Napoli          | A               | 8          | -2         | CI              | 0               | 0               | -                  | -                  | -                  | 8      | -2     |
| 1985-1986       | Catanzaro       | B               | 26         | -29        | CI              | 2               | -5              | -                  | -                  | -                  | 28     | -34    |
| 1986-1987       | Napoli          | A               | 1          | -1         | CI              | 4               | -2              | CU                 | 0                  | 0                  | 5      | -3     |
| 1987-1988       | Napoli          | A               | 1          | -2         | CI              | 0               | 0               | CL                 | 0                  | 0                  | 1      | -2     |
| 1988-1989       | Napoli          | A               | 3          | -1         | CI              | 4               | -1              | CU                 | 0                  | 0                  | 7      | -2     |
| 1989-1990       | Napoli          | A               | 2          | -3         | CI              | 0               | 0               | CU                 | 0                  | 0                  | 2      | -3     |
| 1990-1991       | Torino          | A               | 0          | 0          | CI              | 0               | 0               | CM                 | 3                  | -1                 | 3      | -1     |
| 1991-1992       | Torino          | A               | 3          | -1         | CI              | 0               | 0               | CU                 | 0                  | 0                  | 3      | -1     |
| 1992-1993       | Torino          | A               | 0          | 0          | CI              | 0               | 0               | CU                 | 0                  | 0                  | 0      | 0      |
| Totale Torino   | Totale Torino   | Totale Torino   | 3          | -1         |                 | 0               | 0               |                    | 3                  | -1                 | 6      | -2     |
| 1993-1994       | Napoli          | A               | 7          | -8         | CI              | 2               | -3              | -                  | -                  | -                  | 9      | -11    |
| 1994-1995       | Napoli          | A               | 2          | -2         | CI              | 3               | -4              | CU                 | 0                  | 0                  | 5      | -6     |
| 1995-1996       | Napoli          | A               | 0          | 0          | CI              | 0               | 0               | -                  | -                  | -                  | 0      | 0      |
| 1996-1997       | Napoli          | A               | 1          | 0          | CI              | 0               | 0               | -                  | -                  | -                  | 1      | 0      |
| 1997-1998       | Napoli          | A               | 7          | -19        | CI              | 1               | 0               | -                  | -                  | -                  | 7      | -19    |
| Totale Napoli   | Totale Napoli   | Totale Napoli   | 34         | -39        |                 | 14              | -17             |                    | 0                  | 0                  | 47     | -56    |
| Totale carriera | Totale carriera | Totale carriera | 63         | -69        |                 | 14              | -22             |                    | 3                  | -1                 | 80     | -92    |

## Palmarès

### Giocatore

#### Competizioni giovanili
- Campionato Primavera: 1

Napoli: 1978-1979

#### Competizioni nazionali
- Campionato italiano: 2

Napoli: 1986-1987, 1989-1990
- Coppa Italia: 2

Napoli: 1986-1987
Torino: 1992-1993
- Coppa Italia Serie C: 1

L.R. Vicenza 1981-1982

#### Competizioni internazionali
- Coppa UEFA: 1

Napoli: 1988-1989
- Coppa Mitropa: 1

Torino: 1990-1991